# 比爾基 (舒姆西克區)
50°4′43″N 26°1′25″E / 50.07861°N 26.02361°E
比爾基（烏克蘭語：Бірки），是烏克蘭的村落，位於該國西部捷爾諾波爾州，由克列梅涅茨區負責管轄，始建於1010年，面積1.64平方公里，2001年人口481，人口密度每平方公里293.7人。